# NGC 4603D
NGC 4603D (другие обозначения — ESO 322-55, MCG -7-26-29, DCL 130, IRAS12394-4033, PGC 42640) — галактика в созвездии Центавр.
Этот объект не входит в число перечисленных в оригинальной редакции «Нового общего каталога» и был добавлен позднее.